# Stenodema imperii
Stenodema imperii är en insektsart som beskrevs av Bliven 1958. Stenodema imperii ingår i släktet Stenodema och familjen ängsskinnbaggar. Inga underarter finns listade i Catalogue of Life.